# Московская высшая школа социальных и экономических наук
Моско́вская вы́сшая шко́ла социа́льных и экономи́ческих нау́к (МВШСЭН, «Ша́нинка») (англ. The Moscow School of Social and Economic Sciences (MSSES)) — российское частное высшее учебное заведение, основанное в 1995 году социологом, крестьяноведом, историком, профессором Манчестерского университета Теодором Шаниным.
МВШСЭН имеет российскую государственную аккредитацию, а в 2012 году вошла в число 13 негосударственных вузов, которым по конкурсу были выделены бюджетные места.

## История
МВШСЭН основана в 1995 году на базе междисциплинарного академического центра социальных наук «Интерцентр», созданного в 1993 году. Одним из основателей и первым ректором университета стал британский социолог, профессор Манчестерского университета Теодор Шанин.
Основанию вуза предшествовала организация в 1989—1991 годах Теодором Шаниным совместно с Татьяной Заславской трёх школ по переподготовке молодых советских социологов в Манчестере и Кенте.
По мнению Теодора Шанина, студенты не могут успевать заниматься самообразованием, наукой, собственными исследованиями, только слушая лекции. При создании МВШСЭН Теодор решил использовать опыт английских университетов, где студенты не только проходят семинары, но и много времени проводят в библиотеке. Новый подход заключался в интеграции лучших российских образовательных практик и западного высшего образования.
В 2011 году ректором университета стал Сергей Зуев, который в 1999 году был инициатором открытия в Шанинке факультета культурного менеджмента. 
С 2014 года Шанинка ведёт набор на программы бакалавриата. Изначально набор открылся на 2 программы — по политологии и менеджменту. К 2023 году количество программ бакалавриата увеличилось до 10.
В 2019 году Шанинка переехала в здание в Газетном переулке, где сейчас располагаются учебный корпус и библиотека. В новом здании учебные аудитории имеют прозрачные стены, благодаря этому всегда можно видеть, как проходят занятия на всех программах. Есть аудитория, оборудованная зеркалом Гезелла, где проходят практические занятия психологов и воспроизводятся приёмы психолога-консультанта.
4 февраля 2020 года скончался основатель и президент школы Теодор Шанин.
5 апреля 2021 года Шанинка стала соучредителем Новой лиги университетов. Учредителями объединения выступили Московская высшая школа социальных и экономических наук, Европейский университет в Санкт-Петербурге, Российская экономическая школа и Сколковский институт науки и технологий.
В августе 2021 года полиция возбудила уголовное дело о хищении денег Минпросвещения на общую сумму около 50 млн рублей («дело Раковой»). Главными фигурантами стали бывшая сотрудница министерства просвещения  Марина Ракова и ректор Шанинки Сергей Зуев. Зуев провёл в СИЗО 13 месяцев. После дачи признательных показаний он был переведён под домашний арест. В марте 2024 года Зуев получил условный срок в четыре года.
9 марта 2023 года Шанинку возглавила доктор экономических наук Мария Сигова.

### Факультет свободных искусств и наук в Черногории
В апреле 2022 года прокуратура Москвы потребовала у Шанинки «устранить нарушения законодательства об образовании» на факультете свободных искусств и наук. В представлении прокуратуры утверждалось, что программы факультета были направлены на «разрушение традиционных ценностей российского общества и искажение истории». Тогда же МВД запросило у вуза документы о сотрудничестве с десятью преподавателями.
В сентябре 2022 года несколько бывших преподавателей Шанинки объявили о создании факультета свободных искусств и наук в Государственном университете Черногории. Основной профессорско-преподавательский состав, тем не менее, продолжил работать в МВШСЭН . Обучение на факультете ведется на английском, русском и черногорском языках. Факультет состоит из шести основных курсов: цифровые гуманитарные науки, социальная теория и социологические исследования, медиаисследования и журналистика, история искусства, кросс-культурная лингвистика, новая политология. В феврале 2024 года Государственному университету Черногории выдали государственную аккредитацию на факультет.
Сотрудники FLAS в прошлом сотрудничали с российским левым социологом, бывшим преподавателем Шанинки Борисом Кагарлицким, который неоднократно выступал с противоречивыми заявлениями. В 2014 году Борис Кагарлицкий заявил, что в аннексии Крыма Россией нет замысла или империализма, а также поддержал создание марионеточных Луганской и Донецкой народных республик. Продолжительное время преподаватель МВШСЭН финансировал собственный Институт ГСО за счет грантов Президента РФ для некоммерческих организаций (НКО).

## Структура
- Факультет права
- Факультет управления социокультурными проектами
- Факультет практической психологии
- Факультет социальных наук
- Факультет менеджмента в сфере образования
- Факультет гуманитарных наук
- Межфакультетская кафедра английского языка

## Учебный процесс
В школе идёт обучение по программам бакалавриата, магистратуры, профессиональной переподготовки и повышения квалификации.
- Программы бакалавриата:[16]
  - Психологическое консультирование и коучинг
  - Менеджмент креативных проектов
  - Политические исследования и анализ данных
  - Современная социальная теория
  - Европейская традиция частного права
  - Образовательные проекты: управление и предпринимательство
  - Философия. Политика. Экономика
  - Современные медиа
  - Публичная политика и управление проектами
  - Кино в современном обществе: аналитика и производство
- Программы магистратуры:[17]
  - Cultural Management. Управление проектами
  - Фундаментальная социология
  - Психологическое консультирование
  - Сравнительное и международное частное право
  - Юридическое сопровождение управления активами
  - Менеджмент культурного наследия
  - История российской модернизации
- Программы профессиональной переподготовки:[18]
  - Правоведение
  - Фундаментальная социология
  - Управление программами дошкольного образования и раннего развития детей
  - Управление образовательными системами на основании данных
  - Практическая психология
  - Менеджмент институций и проектов в культурных индустриях
  - Психология и экономика принятия управленческих решений
  - Политическая философия
- Курсы повышения квалификации:
  - Cистемное мышление для устойчивого развития
  - Творческие индустрии и креативные кластеры для городского развития
  - Ориентированная на решение краткосрочная терапия
  - Развитие местных сообществ
  - Дизайн-мышление в креативных проектах
  - Интеграция ESG-факторов: от PR стратегии до инструмента создания стоимости
  - Моделирование экономического поведения
  - Управление коммуникацией
  - Практики жизнестойкости в ситуациях неопределенности
  - Бизнес-психология
  - Современная проза. Современные литературные практики
  - Маркетинг культурного продукта
  - Современная поэзия. Современные литературные практики
  - Адаптация художественного текста к языкам и средам
  - Экономика путешествий и креативный туризм

## Руководство

### Ректоры
- 1995 - 2007 гг. — Теодор Шанин
- 2007 - 2011 гг. — Анатолий Георгиевич Каспржак[19]
- 2011 - 2023 гг. — Сергей Эдуардович Зуев[20]
- 2023 г. - настоящее время — Мария Викторовна Сигова[21]

### Президенты
- 2007 - 2020 гг. — Теодор Шанин[22]

## Рейтинги
В 2021 году Шанинка вошла в топ-100 лучших вузов России по версии журнала «Forbes».
В локальном рейтинге вузов RAEX 2023 Шанинка вошла в топ-20 лучших вузов Центрального федерального округа.
Согласно результатам мониторинга Высшей школы экономики, ежегодно Шанинка входит в топ-10 вузов России по качеству приема на платное и бюджетное обучение:
- 2022 год: Шанинка заняла 7 место по качеству приема на платное обучение. Средний балл первокурсников Шанинки в 2022 году – 83,9.  По качеству приема на бюджетное обучение Шанинка заняла 9 место, средний балл ЕГЭ студентов составил 92,4.
- 2021 год: 6 место по качеству приема на платное обучение, средний балл ЕГЭ первокурсников – 80,1. 5 место по качеству приема на бюджетное обучение, средний балл ЕГЭ – 94,8.
- 2020 год: 9 место по качеству приема на платное обучение, средний балл ЕГЭ первокурсников – 80,2.
- 2019 год: 7 место по качеству приема на платное обучение, средний балл ЕГЭ первокурсников – 79,1.
- 2018 год: 6 место по качеству приема на платное обучение, средний балл ЕГЭ первокурсников – 80,6.